# Шкура, Виктор Николаевич
Шкура, Виктор Николаевич – ректор Новочеркасской государственной мелиоративной академии (НГМА) (31.05.1994 – июнь 2009), кандидат технических наук, профессор.

## Биография
Виктор Николаевич родился 5 ноября 1946 г. в г. Златоусте Челябинской области.
В 1968 г. окончил Новочеркасский инженерно-мелиоративный институт (НИМИ).
В 1974 Виктор Николаевич окончил очную аспирантуру и защитил кандидатскую диссертацию по теме: «Экспериментальные исследования по использованию гидравлических условий в зоне поисков для повышения эффективности работы рыбопропускных сооружений».
Неоднократно принимал попытки защиты докторской диссертации, которые не закончились успехом из-за отсутствия научной новизны в разработках.
После защиты Шкура В.Н. работал последовательно в должностях ассистента, доцента, профессора кафедры «Гидротехнические сооружения», заведующим кафедрой и деканом инженерно-мелиоративного факультета НИМИ.
31.05.1994 – июнь 2009 Виктор Николаевич Шкура работает ректором Новочеркасской государственной мелиоративной академии (НГМА).
В настоящий момент Шкура В.Н. трудится ведущим научным сотрудником ФГБНУ "РосНИИПМ".
Виктор Николаевич – основатель научной школы рыбохозяйственной гидротехники, а так же организатор научно-исследовательской лаборатории «Технического обоснования проектов рыбопропускных и рыбозащитных комплексов».
Шкура В.Н. – автор более 500 научных и учебно-методических работ, в том числе 22 учебников и учебных пособий, 8 монографий, более 200 авторских свидетельств и патентов на изобретения. Под его непосредственным научным руководством было подготовлено 2 кандидата технических наук.

## Награды
- Почетный работник высшей школы
- Медаль ВДНХ
- Почетная грамота Российской академии сельскохозяйственных наук
- Лауреат премии Минвуза СССР за лучшую научную работу
- Премия Губернатора Ростовской области